# إنديانابوليس موتور سبيدواي
حلبة إنديانابوليس موتور سبيدواي (بالإنجليزية: Indianapolis Motor Speedway)‏ هي حلبة سباق سيارات تقع في قطاع «سبيد واي» في ضواحي إنديانابوليس في الولايات المتحدة، وهي مقر انديانابوليس 500 وبريك يارد 400. وتقع على زاوية شارع 16 وارع جورج تاون، على بعد حوالي ستة ميل (10 كـم) غرب وسط مدينة انديانابوليس.

## سجلات السرعة

### إنديانابوليس 500
| النوع      | المسافة | المسافة           | التاريخ      | السائق        | الوقت        | متوسط السرعة                 |
| النوع      | اللفات  | ميل               | التاريخ      | السائق        | الوقت        | متوسط السرعة                 |
| ---------- | ------- | ----------------- | ------------ | ------------- | ------------ | ---------------------------- |
| Practice   | 1       | 2.5 ميل (4.0 كـم) | May 10, 1996 | Arie Luyendyk | 0:00:37.616  | 239.260 ميل/س (385.052 كم/س) |
| Qualifying | 1       | 2.5 ميل (4.0 كـم) | May 12, 1996 | Arie Luyendyk | 0:00:37.895  | 237.498 ميل/س (382.216 كم/س) |
| Qualifying | 4       | 10 ميل (16 كـم)   | May 12, 1996 | Arie Luyendyk | 0:02:31.908  | 236.986 ميل/س (381.392 كم/س) |
| Race       | 1       | 2.5 ميل (4.0 كـم) | May 26, 1996 | إدي شيفر      | 0:00:38.119  | 236.103 ميل/س (379.971 كم/س) |
| Race       | 200     | 500 ميل (800 كـم) | May 26, 2013 | توني كنعان    | 2:40:03.4181 | 187.433 ميل/س (301.644 كم/س) |

### بريك يارد 400
| النوع                                                                              | المسافة            | التاريخ        | السائق        | الوقت       | متوسط السرعة                 |
| ---------------------------------------------------------------------------------- | ------------------ | -------------- | ------------- | ----------- | ---------------------------- |
| Qualifying (1 lap)                                                                 | 2.5 ميل (4.0 كـم)  | July 26, 2014  | Kevin Harvick | 0:00:47.647 | 188.889 ميل/س (303.987 كم/س) |
| Race (1 lap)                                                                       | 2.5 ميل (4.0 كـم)  | August 7, 2005 | توني ستيوارت  | 0:00:50.099 | 179.641 ميل/س (289.104 كم/س) |
| Race (160 laps) *                                                                  | 400 ميل (640 كـم)* | August 5, 2000 | Bobby Labonte | 2:33:55.979 | 155.912 ميل/س (250.916 كم/س) |
| * The 2004 and 2015 races were extended, due to NASCAR's green-white-checker rule. |                    |                |               |             |                              |

### جائزة الولايات المتحدة الكبرى
| النوع                                                         | المسافة                   | التاريخ                            | السائق             | الوقت       | متوسط السرعة                 |
| ------------------------------------------------------------- | ------------------------- | ---------------------------------- | ------------------ | ----------- | ---------------------------- |
| Practice* (1 lap)                                             | 2.605 ميل (4.192 كـم)     | جائزة الولايات المتحدة الكبرى 2004 | روبنز باركيلو      | 0:01:09.454 | 135.025 ميل/س (217.302 كم/س) |
| Qualifying (1 lap)                                            | 2.605 ميل (4.192 كـم)     | June 19, 2004                      | Rubens Barrichello | 0:01:10.223 | 133.546 ميل/س (214.921 كم/س) |
| Race (1 lap)                                                  | 2.605 ميل (4.192 كـم)     | June 20, 2004                      | Rubens Barrichello | 0:01:10.399 | 133.207 ميل/س (214.376 كم/س) |
| Race (73 laps)                                                | 190.165 ميل (306.041 كـم) | جائزة الولايات المتحدة الكبرى 2005 | مايكل شوماخر       | 1:29:43.181 | 127.173 ميل/س (204.665 كم/س) |
| * All-time track record, IMS original (2000–2007) road course |                           |                                    |                    |             |                              |

### سباق ريد بول انديانابوليس
| النوع                                                        | المسافة                  | التاريخ                                          | Rider        | الوقت       | متوسط السرعة                |
| ------------------------------------------------------------ | ------------------------ | ------------------------------------------------ | ------------ | ----------- | --------------------------- |
| Practice (1 lap)                                             | 2.621 ميل (4.218 كـم)    | جائزة إنديانابوليس الكبرى للدراجات النارية 2012 ‏ | داني بيدروسا | 0:01:39.783 | 94.561 ميل/س (152.181 كم/س) |
| Qualifying* (1 lap)                                          | 2.621 ميل (4.218 كـم)    | August 18, 2012                                  | Dani Pedrosa | 0:01:38.813 | 95.489 ميل/س (153.675 كم/س) |
| Race (1 lap)                                                 | 2.621 ميل (4.218 كـم)    | August 19, 2012 (Lap 15)                         | Dani Pedrosa | 0:01:39.088 | 95.214 ميل/س (153.232 كم/س) |
| Race (28 laps)                                               | 73.388 ميل (118.107 كـم) | August 19, 2012                                  | Dani Pedrosa | 0:46:39.631 | 94.368 ميل/س (151.871 كم/س) |
| * All-time track record, IMS reconfigured (2008) road course |                          |                                                  |              |             |                             |

Source:

### جائزة إنديانابوليس الكبرى
| النوع             | المسافة                   | التاريخ      | السائق            | الوقت        | متوسط السرعة                 |
| ----------------- | ------------------------- | ------------ | ----------------- | ------------ | ---------------------------- |
| تدريب (لفة واحدة) | 2.439 ميل (3.925 كـم)     | 9 مايو 2014  | سكوت ديكسون       | 0:01:10.4654 | 124.606 ميل/س (200.534 كم/س) |
| تأهيل (لفة واحدة) | 2.439 ميل (3.925 كـم)     | May 9, 2014  | سيباستيان سافيدرا | 0:01:23.8822 | 104.675 ميل/س (168.458 كم/س) |
| سباق (لفة واحدة)  | 2.439 ميل (3.925 كـم)     | May 10, 2014 | سكوت ديكسون       | 0:01:10.4062 | 124.711 ميل/س (200.703 كم/س) |
| سباق (82 laps)    | 190.165 ميل (306.041 كـم) | 10 مايو 2014 | سيمون باغيناود    | 2:04:24.0261 | 127.173 ميل/س (204.665 كم/س) |
|                   |                           |              |                   |              |                              |

## Oval dimensions
| Region              | Number | المسافة               | Width         | Banking |
| ------------------- | ------ | --------------------- | ------------- | ------- |
| Long straightaways  | 2      | 0.625 ميل (1.006 كـم) | 50 قدم (15 م) | 0°      |
| Short straightaways | 2      | 0.125 ميل (0.201 كـم) | 50 قدم (15 م) | 0°      |
| Turns               | 4      | 0.250 ميل (0.402 كـم) | 60 قدم (18 م) | 9°12'   |
| Total/average       |        | 2.5 ميل (4.0 كـم)     | 54 قدم (16 م) | 3°3'    |